# Gabrielle Anwar
Gabrielle Anwar (ur. 4 lutego 1970 w Laleham) – angielska aktorka filmowa i telewizyjna.

## Życiorys

### Wczesne lata
Urodziła się w Laleham, w hrabstwie Middlesex, w południowo-wschodniej Anglii. Jej ojciec brytyjski montażysta filmowy Tariq Anwar (ur. w Indiach z korzeniami żydowsko-austriackimi i irańskimi), był nominowany do nagrody Oscara i zdobył nagrodę Brytyjskiej Akademii Filmowej (BAFTA) za montaż dramatu American Beauty (1999) z Kevinem Spacey i Annette Bening. Jej matka to angielska aktorka Shirley Anwar (z domu Hills). W latach 1975–1982 uczęszczała do Laleham C. of E. Primary and Middle School.

### Kariera
Mając piętnaście lat zadebiutowała w miniserialu BBC Hideaway (1986). Na kinowym ekranie wystąpiła po raz pierwszy u boku Alfreda Moliny i Erika Stoltza w komedii romantycznej Nocna miłość (Manifesto, 1988).
W 1989 roku w Londynie romansowała z amerykańskim aktorem Craigiem Shefferem, z którym przeniosła się do Los Angeles, gdzie urodziła córkę Willow Xylię (ur. 8 listopada 1993). Razem zagrali w telewizyjnym westernie HBO Honor kawalerzysty (In Pursuit of Honor, 1995), czarnej komedii Grób (The Grave, 1996), dreszczowcu Bez złej woli (Without Malice, 2000), filmie sensacyjnym Turbulencja 3 (Turbulence 3: Heavy Metal, 2001), horrorze sci-fi Fruwający wirus (Flying Virus, 2001), melodramacie Ratuj to na później (Save It for Later, 2003) oraz dramacie telewizyjnym Zaginiony synek (Long Lost Son, 2006).
W telewizyjnej adaptacji książki C.S. Lewisa BBC Kroniki Narnii: Książę Kaspian (Prince Caspian and the Voyage of the Dawn Treader, 1989) pojawiła się jako córka Ramandu. Wystąpiła pote w komedii sensacyjnej fantasy Szpieg bez matury (If Looks Could Kill, 1991) z Richardem Grieco i melodramacie Dzikie serca nie mogą być złamane (Wild Hearts Can't Be Broken, 1991). Zwróciła na siebie uwagę w dramacie Zapach kobiety (Scent of a Woman, 1992), a scena tańca tanga z niewidomym pułkownikiem (Al Pacino) na stałe weszła do historii kina. Następnie wystąpiła w roli królowej Anny w ekranizacji powieści Aleksandra Dumasa Trzej muszkieterowie (The Three Musketeers, 1993). Zagrała autentyczną postać Marity Lorenz, córki agenta CIA (Reiner Schöne) i kochanki Fidela Castro (Joe Mantegna) w telewizyjnym dramacie Moja kochana zabójczyni (My Little Assassin, 1999).
Rola archeolog Emily Davenport w filmie Bibliotekarz II: Tajemnice kopalni króla Salomona (The Librarian: Return to King Solomon’s Mines, 2006) przyniosła jej nominację do nagrody Saturna. Następnie wcieliła się w postać księżniczki Margaret Tudor, siostry króla Henryka VIII (Jonathan Rhys Meyers) w serialu BBC/Showtime Dynastia Tudorów (2007).

## Życie prywatne
W kwietniu 1997 spotykała się z aktorem Johnathonem Schaechem. Była związana z Reynem Hubbardem. W 2000 wyszła za mąż za Johna Vereę. Mają dwoje dzieci: syna Hugo i córkę Paisley. W 2005 roku doszło do rozwodu. W kwietniu 2010 związała się z Shareefem Malnikiem, którego poślubiła w sierpniu 2015.

## Filmografia

### Filmy kinowe/wideo
- 1988: Nocna miłość (Manifesto) jako Tina
- 1991: Dzikie serca nie mogą być złamane (Wild Hearts Can't Be Broken) jako Sonora Webster
- 1991: Szpieg bez matury (If Looks Could Kill) jako Mariska
- 1992: Zapach kobiety (Scent of a Woman) jako Donna
- 1993: Trzej muszkieterowie (The Three Musketeers) jako Królowa Anna
- 1993: Pieniądze albo miłość (For Love or Money) jako Andy Hart
- 1993: Porywacze ciał (Body Snatchers) jako Marti Malone
- 1995: Niewinne kłamstwa (Innocent Lies) jako Celia Graves
- 1995: Rzeczy, które robisz w Denver, będąc martwym (Things to Do in Denver When You're Dead) jako Dagney
- 1996: Grób (The Grave) jako Jordan
- 1997: Pełne zanurzenie (Sub Down) jako Laura Dyson
- 1997: Nevada jako Linny
- 1998: Beach Movie jako Sunny
- 1999: Kimberly jako Kimberly
- 1999: Dwór (The Manor) jako Charlotte Kleiner
- 2000: North Beach jako Lu
- 2000: Winny (The Guilty) jako Sophie Lennon
- 2000: Bądź sobą (If You Only Knew) jako Kate
- 2001: Fruwający wirus (Flying Virus) jako Ann Bauer
- 2001: Turbulencja 3 (Turbulence 3: Heavy Metal) jako Kate Hayden
- 2003: Save It for Later jako Catherine
- 2006: Osiem (Crazy Eights) jako Beth Patterson
- 2006: Bagno (The Marsh) jako Claire Holloway
- 2006: Cena przetrwania (9/Tenths) jako Jessica
- 2008: iMurders jako Lindsay Jefferies
- 2011: Drzewo genealogiczne (The Family Tree) jako Nina
- 2011: A Warrior's Heart jako Claire Sullivan
- 2011: Carnal Innocence jako Caroline Waverly

### Filmy TV
- 1989: Kroniki Narnii: Książę Kaspian (Prince Caspian and the Voyage of the Dawn Treader) jako córka Ramandu
- 1995: Honor kawalerzysty (In Pursuit of Honor) jako Jessica Stuart
- 1997: Rozpruwacz (The Ripper) jako Florry Lewis
- 1999: Moja kochana zabójczyni (My Little Assassin) jako Marita Lorenz
- 2000: Jak poślubić miliarderkę (How to Marry a Billionaire: A Christmas Tale) jako Jenny Seeger
- 2000: Bez złej woli (Without Malice) jako Susan
- 2002: Sherlock jako Rebecca Doyle
- 2004: Ku pamięci (Try to Remember) jako Lisa Monroe
- 2005: Tajemnicza wyspa Juliusza Verne’a (Jules Verne’s Mysterious Island) jako Jane
- 2005: Tajemnicza wyspa (Mysterious Island) jako Jane
- 2006: Bibliotekarz II: Tajemnice kopalni króla Salomona (The Librarian: Return to King Solomon’s Mines) jako Emily Davenport
- 2006: Zaginiony synek (Long Lost Son) jako Kristen Sheppard/Halloran/Collins
- 2010: Morderstwo w pensjonacie (Lies Between Friends) jako Joss

### Seriale TV
- 1986: Hideaway jako Tracy Wright
- 1988: Narodziny obłędu (First Born) jako Nell Forester
- 1988: Bajarz (The Storyteller) jako Lidia
- 1989: Summer's Lease jako Chrissie Kettering
- 1990: Branka (Press gang) jako Sam Black
- 1991: Tajemnica mrocznej dżungli (I Misteri della giungla nera) jako Ada Corishant
- 1992: Beverly Hills, 90210 jako Tricia Kinney
- 1993: Upadłe anioły (Fallen Angels) jako Delia
- 2001: Kancelaria adwokacka (The Practice) jako Katie Defoe
- 2002–2003: John Doe jako Rachel Penbroke
- 2007: Dynastia Tudorów (The Tudors) jako księżniczka Margaret Tudor
- 2007–2013: Tożsamość szpiega (Burn Notice) jako Fiona
- 2008: Prawo i porządek: sekcja specjalna (Law & Order: Special Victims Unit) jako Eva Sintzel
- 2017–2018: Dawno, dawno temu jako Lady Tremaine/Victoria Belfrey